# プジョー・エキスパート
エキスパート（Expert ）は、フランスの自動車メーカープジョーが販売しているLCVである。

## 初代（1995年 - 2006年）
1995年7月に生産が開始され、その姉妹車であるシトロエン・ジャンピーは1994年6月に、フィアット・スクードは1996年2月に生産された。
PSAとフィアットが共同生産したユーロバンをベース元としている。

## 2代目（2006年 - 2016年）
2006年末に発表された。先代とは打って変わってATを設定せず、ガソリンエンジン車もラインナップに加えないという割り切った仕様で登場した。乗用モデルは「ティピー (TEPEE)」のサブネームが附属する。
2008年のインターナショナル・バン・オブ・ザ・イヤーを受賞している。
2020年現在は、アフリカなどの一部市場で販売を継続している。

## 3代目（2016年 - ）
2016年に発表された。乗用版はトラベラーとして独立した。
2022年10月17日、初の量産燃料電池車としてeエキスパート・ハイドロジェンをパリモーターショー2022に出展すると発表。